# Aïn Béïda, Oum El Bouaghi
Aïn Béïda (arabiska عين البيضاء) är en stad och kommun i nordöstra Algeriet och är den största staden i provinsen Oum El Bouaghi. Folkmängden i kommunen uppgick till 118 662 invånare vid folkräkningen 2008, varav 115 286 invånare bodde i centralorten.